# Linognathus nevilli
Linognathus nevilli är en insektsart som beskrevs av Ledger 1973. Linognathus nevilli ingår i släktet Linognathus och familjen nötlöss. Inga underarter finns listade i Catalogue of Life.